# Balthasar Ludwig von Wobeser
Balthasar Ludwig von Wobeser (* 1721; † 21. Juli 1796 in Lubben) war ein preußischer Landrat. Er stand von 1765 bis zu seinem Tode dem Kreis Rummelsburg in Hinterpommern vor.
Er stammte aus der pommerschen uradligen Familie Wobeser. Sein Vater Ernst Bogislaw von Wobeser († 1748) war Kapitän in kaiserlichen Diensten. Seine Mutter war eine geborene von Schönebeck.
Balthasar Ludwig von Wobeser studierte drei Jahre lang an der Universität Königsberg. Er trat anschließend in die Preußische Armee ein, in der er bis zum Rittmeister aufstieg. 1746 nahm er seinen Abschied und ging nach Russland. Wieder zurückgekehrt, kaufte er sich 1758 die Güter Lubben, Jassonke und Sellin in Hinterpommern.
1765 wurde er als Nachfolger von Georg Christian von Puttkamer zum Landrat des Kreises Rummelsburg gewählt und vom König ernannt. Er blieb Landrat bis zu seinem Tode im Jahr 1796. Im Amt als Landrat folgte ihm Johann von Massow.
Er war seit 1761 mit Dorothee Jacobine, einer geborenen Puttkamer, verheiratet.